# Station Leixlip Confey
Station Leixlip Confey is een spoorwegstation in Leixlip in het Ierse graafschap Kildare. Het station ligt aan de lijn Dublin - Sligo. Het station werd in 1990 geopend waarbij het al bestaande station in Leixlip hernoemd werd tot Louisa Bridge.
Het station wordt niet bediend door de intercity tussen Dublin en Sligo, maar alleen door de forensentreinen die rijden tussen Maynooth en Dublin.In de spits rijden twee treinen per uur, buiten de spits een per uur. 